# Linsenschleiferformel

f = Brennweite

Die Linsenschleiferformel, auch Linsenmachergleichung, gibt an, wie die Brechkraft einer dünnen sphärischen Linse mit ihrer Form zusammenhängt. Dabei wird die Form der Linse durch die Radien der Kugeln beschrieben, die die Oberflächen der Linsen bilden. Weitere Größen, die Einfluss auf die Brechkraft haben, sind die Dicke der Linse, der Brechungsindex ihres Materials und der Brechungsindex des umgebenden Mediums.
Die hier beschriebenen Gleichungen gelten nur für  paraxiale Strahlen, für Licht mit größeren Abständen oder Winkeln zur  optischen Achse beeinflussen Abbildungsfehler die Brennweite.
Dies führt beispielsweise zu Fokuslagen, die abhängig vom Ort der Einstrahlung auf der Linse sind (sphärische Aberration) oder winkelabhängig sind (Astigmatismus und  Bildfeldwölbung).
Außerdem ist zu beachten, dass der Brechungsindex für reale Materialien wellenlängenabhängig ist (siehe  Dispersion), die Brennweite also durch die resultierende  chromatische Aberration ebenfalls variiert.

## Gleiches Umgebungsmedium
Es seien
- {\displaystyle R_{1},R_{2}} die Kugelradien (hierbei ist zu beachten, dass die beiden Radien dann gleiche Vorzeichen haben, wenn die Mittelpunkte auf derselben Seite der Linse liegen [konvex-konkave Linse], jedoch unterschiedliche Vorzeichen, wenn die Linse bikonvex oder bikonkav ist; siehe hierzu auch: Sphärische Linsen),
- {\displaystyle d} die Dicke der Linse (gemessen in Höhe der optischen Achse),
- {\displaystyle n_{0}} der Brechungsindex des Mediums außerhalb der Linse,
- {\displaystyle n} der Brechungsindex des Linsenmaterials,
- {\displaystyle f} die Brennweite der Linse und
- {\displaystyle D} die Brechkraft.

Für optische Systeme mit gleichen Medien in Objektraum (1) und Bildraum (2) ({\displaystyle n_{1}=n_{2}=n_{0}}) gilt allgemein:
{\displaystyle D={\frac {1}{f}}={\frac {n-n_{0}}{n_{0}}}\left({\frac {1}{R_{1}}}-{\frac {1}{R_{2}}}+{\frac {(n-n_{0})d}{nR_{1}R_{2}}}\right)}
Ist unter gleichen Gegebenheiten das äußere Medium Luft {\displaystyle \Rightarrow n_{1}=n_{2}=n_{0}\approx 1} gilt näherungsweise:
{\displaystyle D={\frac {1}{f}}=\left(n-1\right)\left({\frac {1}{R_{1}}}-{\frac {1}{R_{2}}}+{\frac {(n-1)d}{nR_{1}R_{2}}}\right)}
Bei dünnen Linsen, deren Dicke sehr viel kleiner als die Kugelradien ist, vereinfacht sich die Gleichung zur sogenannten Linsenschleiferformel:
{\displaystyle D={\frac {1}{f}}=\left(n-1\right)\left({\frac {1}{R_{1}}}-{\frac {1}{R_{2}}}\right)}

## Unterschiedliche Umgebungsmedien
Für den Fall von unterschiedlichen Umgebungsmedien vor und nach der Linse ergeben sich zwei unterschiedliche Brennweiten und Brechkräfte für Bild- und Gegenstandsseite.
Zwar taucht so eine Konstellation seltener in der Praxis auf, einige bekannte Beispiele können aber Kontaktlinsen, das  menschliche Auge,  Unterwasserkameras oder Koppeloptiken bei Lichtwellenleitern sein.
Bei dieser Betrachtung wird zusätzlich zwischen objektseitigen Größen {\displaystyle n_{1},f_{1},D_{1}} und bildseitigen Größen {\displaystyle n_{2},f_{2},D_{2}} unterschieden.
Die Linsenschleiferformel für die Objektseite lautet:
{\displaystyle D_{1}={\frac {1}{f_{1}}}={\frac {n-n_{2}}{n_{1}R_{2}}}-{\frac {n-n_{1}}{n_{1}R_{1}}}-{\frac {(n-n_{1})(n-n_{2})}{n_{1}n}}{\frac {d}{R_{1}R_{2}}}}
Zwischen Brennweiten von Objektraum und Bildraum gilt folgender Zusammenhang:
{\displaystyle f_{2}=-{\frac {n_{2}}{n_{1}}}f_{1}}
Somit ergibt sich die bildseitige Linsenschleiferformel:
{\displaystyle D_{2}={\frac {1}{f_{2}}}={\frac {n-n_{1}}{n_{2}R_{1}}}-{\frac {n-n_{2}}{n_{2}R_{2}}}+{\frac {(n-n_{1})(n-n_{2})}{n_{2}n}}{\frac {d}{R_{1}R_{2}}}}
Bei Abbildung von Objektseite auf die Bildseite ist die bildseitige Brennweite relevant, für die inverse Richtung die objektseitige Brennweite.
Für gleiche Medien {\displaystyle n_{0}:=n_{1}=n_{2}} ergibt sich die Linsenschleiferformel aus Abschnitt  Gleiches Umgebungsmedium.
In einigen Disziplinen, beispielsweise der  Augenoptik oder Optometrie, wird eine alternative Definition der Brechkraft als {\displaystyle D_{1n}=n_{1}/f_{1}} und {\displaystyle D_{2n}=n_{2}/f_{2}} verwendet. Diese folgt aus der zuvor genannten Gleichung zur Umrechnung zwischen der beiden Brennweiten und führt dazu, dass beide Brechkräfte betragsmäßig gleich werden und sich nur im Vorzeichen unterscheiden.
Hierfür werden die oben genannten Formeln mit dem Brechungsindex der jeweiligen Seite skaliert. 